# Mauro Navas
Mauro Esteban Navas (Buenos Aires, Argentina, 20 de octubre de 1974) es un entrenador y exfutbolista argentino. Jugaba de defensor y su primer club fue el Temperley. Actualmente se desempeña como director técnico de la 9ª división de Boca Juniors.

## Carrera
Inició su carrera futbolística en el Club Atlético Temperley, donde hizo todas las divisiones inferiores junto a jugadores como Julio Cruz y Mariano Campodónico, y debido a la quiebra de este quedó libre pasando al Club Atlético Banfield.
En 1994 jugó para Banfield. Jugó para el club hasta 1995. En 1996 se pasó a Racing Club. Se mantuvo en ese equipo hasta 1997. En 1998 se fue a Italia para formar parte del Udinese. Jugó para ese equipo hasta 1999. En ese año se fue a España para formar parte del RCD Espanyol. Jugó para ese equipo barcelonés hasta 2003. En ese año paso al CD Leganés, en donde se mantuvo jugando hasta el año 2004. En ese año regresó a la Argentina para formar parte de las filas del Club Almagro, en donde se mantuvo ligado hasta 2005. En 2006 se pasó al club del cual es Hincha fanático Temperleypara retirarse del deporte el año siguiente.
Como entrenador fue el ayudante de campo de Ricardo Zielinski en Chacarita Juniors que logra ascender a primera en el año 2009.
Por una mala campaña en primera Zielinski decide dar un paso al costado quedando el como entrenador. Sin poder salvar el inevitable destino del club decide dejar el puesto.
Fue ayudante de campo de Rodolfo Arruabarrena en Boca Juniors.
Actualmente cursa la Licenciatura en Ciencias de la Educación en la Universidad Nacional de Lomas de Zamora.
En la actualidad se encuentra dirigiendo junto a Jorge Daniel Martínez la novena división del Club Atlético Boca Juniors.

## Clubes
| Club                 | País      | Año         |
| -------------------- | --------- | ----------- |
| Temperley inferiores | Argentina | 1990 - 1994 |
| Banfield             | Argentina | 1994 - 1995 |
| Racing Club          | Argentina | 1996 - 1997 |
| Udinese Calcio       | Italia    | 1998 - 1999 |
| RCD Espanyol         | España    | 1999 - 2003 |
| CD Leganés           | España    | 2003 - 2004 |
| Almagro              | Argentina | 2004 - 2005 |
| Temperley            | Argentina | 2006 - 2007 |